# Dmitrij Riabykin
Dmitrij Anatoljewicz Riabykin (ros. Дмитрий Анатольевич Рябыкин; ur. 24 marca 1976 w Moskwie) – rosyjski hokeista, reprezentant Rosji.

## Kariera zawodnicza
- Dinamo 2 Moskwa (1991-1998)
- Dinamo Moskwa (1994-1998)
- Awangard Omsk (1998-2007)
  -  Awangard-WDW Omsk (2001/2002)
- SKA Sankt Petersburg (2007-2008)
- Awangard Omsk (2008-2012)
- Traktor Czelabińsk ([2012-2014)
- Jugra Chanty-Mansyjsk (2014-2015)

5 grudnia 2013 rozegrał mecz numer 1000 w rozgrywkach o mistrzostwo Rosji (jako piąty zawodnik w historii). Do końca marca 2014 zawodnik Traktora Czelabińsk. Od końca października 2014 zawodnik klubu Jugra Chanty-Mansyjsk.

## Kariera trenerska
- Awangard Omsk (2016-2022), trener w sztabie
- Awangard Omsk (2022), główny trener
- Mietałłurg Magnitogorsk (2022-2023), trener w sztabie
- Witiaź Podolsk (2023-2024), główny trener

W czerwcu 2011 uzyskał licencję trenerską. W 2016 został asystentem trenera Awangardu Omsk, Fiodora Kanariejkina. Od 2018 pracował w sztabie Bob Hartleya. Po jego odejściu 1 maja 2022 ogłoszono, że został mianowany nowym szkoleniowcem Awangarda. W październiku 2022 został zwolniony z posady. Wkrótce potem wszedł do sztabu Mietałłurga Magnitogorsk. Od października 2023 do marca 2024 był trenerem Witiazia Podolsk.

## Sukcesy
Reprezentacyjne
- Srebrny medal mistrzostw Europy juniorów do lat 18: 1994
- Brązowy medal mistrzostw świata juniorów do lat 20: 1996
- Srebrny medal mistrzostw świata: 2002

Klubowe
- Złoty medal mistrzostw Rosji: 1995, 2000 z Dinamem Moskwa, 2004 z Awangardem Omsk
- Puchar Mistrzów: 2005 z Awangardem Omsk
- Brązowy medal mistrzostw Rosji: 2012 z Traktorem Czelabińsk
- Srebrny medal mistrzostw Rosji: 2013 z Traktorem Czelabińsk

Indywidualne
- Superliga rosyjska w hokeju na lodzie (2001/2002):
  - Złoty Kask (przyznawany sześciu zawodnikom wybranym do składu gwiazd sezonu)
- KHL (2012/2013):
  - Trzecie miejsce w klasyfikacji asystentów wśród obrońców w fazie play-off: 10 asyst
  - Czwarte miejsce w punktacji kanadyjskiej wśród obrońców w fazie play-off: 10 punktów

Wyróżnienie
- Zasłużony Mistrz Sportu Rosji w hokeju na lodzie: 2002